# بنتلی توربو آر

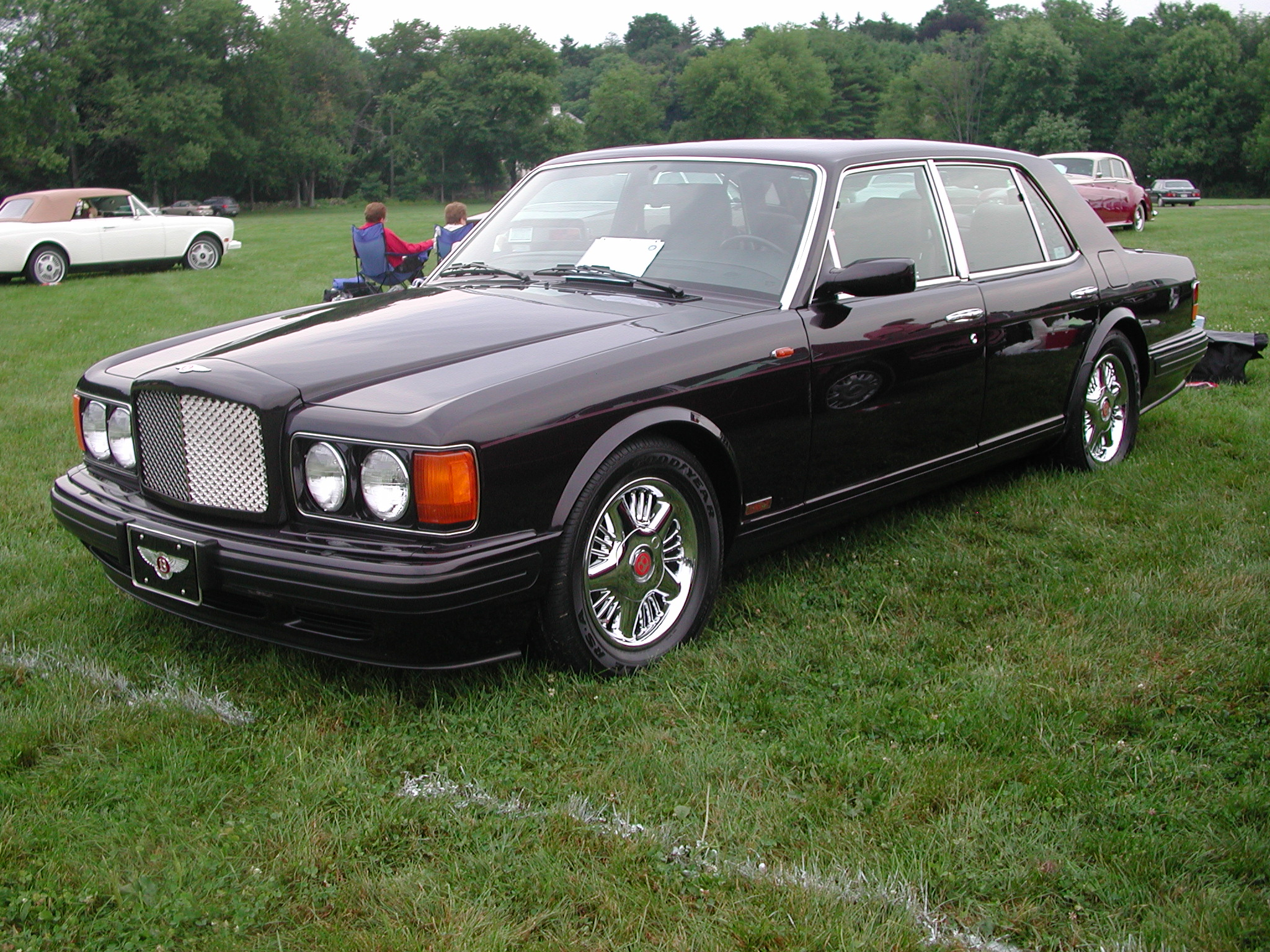

بنتلی توربو آر (به انگلیسی: Bentley Turbo R) خودرویی است که در سال‌های ۱۹۸۵ تا ۱۹۹۷ به تعداد ۷۲۳۰ دستگاه توسط شرکت بنتلی تولید شده‌است.
طراحی آن موتور جلو-محور عقب بوده طول آن در حالت طبیعی ۱٬۹۸۵–۱٬۹۹۲ R:، عرض آن در حالت طبیعی  و ارتفاع آن در حالت طبیعی ۱٬۴۸۵ میلیمتر (۵۸٫۵ اینچ) و وزن آن در حالت طبیعی ۲٬۳۹۰ کیلوگرم (۵٬۲۷۰ پوند) است. سیستم جعبه‌دندهٔ آن ۴ دنده به صورت خودکار است.